# Lummen
Lummen (lim. Leume) –  miejscowość i gmina (gemeente) w Belgii, w Regionie Flamandzkim, w prowincji Limburgia, w okręgu Hasselt. 1 stycznia 2024 liczyła 15 320 mieszkańców.

## Podział administracyjny
W skład gminy wchodzą dwie dzielnice (deelgemeente):
- Linkhout
- Meldert

## Historia
Najstarsze ślady osad znajdujących się na terenie gminy pochodzą z okresu rzymskiego. Pierwsze wzmianki o Lummen pochodzą z XIII wieku. Do rewolucji francuskiej Lummen był własnością rodziny Van der Mark oraz w jednej czwartej księcia Brabancji.

## Demografia
1 stycznia 2024 całkowita populacja Lummen liczyła 15 320 mieszkańców. Łączna powierzchnia gminy wynosi 53,70 km², co daje gęstość zaludnienia 285 mieszkańców na km².